# Circuito Daniel Rivas
Circuito Daniel Rivas (también conocido como Circuito Dani Rivas o Circuito DR7) es un circuito de carreras y un autódromo diseñado para competiciones de motociclismo y karting. Se encuentra situado en el término municipal de Tarancón (Cuenca). 
En la actualidad tiene lugar en sus instalaciones el Campeonato castellano-manchego y madrileño de Karting, la Cup Dani Rivas, y el Campeonato de Minivelocidad de Madrid. También otras competiciones, tales como la Carrera ANPA y Karting DEBRA.
Posee una pista principal para motociclismo y karting, otra pista exclusiva para motocross y otra pista exclusiva para Dirt-Track.

## Nombre
El circuito, que lleva el nombre del piloto de carreras fallecido en 2015 Daniel Rivas, y se inauguró el 23 de marzo de 2016 en Tarancón, en presencia de los propietarios, autoridades, familiares del piloto fallecido, personal de la Fundación Dani Rivas, pilotos asistentes, y demás personas invitadas al evento. 

## Eventos
En el circuito se llevan a cabo eventos durante todo el año, siendo los más destacados:
- Copa Dani Rivas: La copa consta de 2 categorías: MiniGP, donde niños de entre 9 y 13 años ponen a prueba su destreza a los mandos de una Honda NSF100 y Minivelocidad, con motos Polini 4.2 para niños de entre 6 y 9 años. El jurado está formado por los pilotos de MotoGP™y SBK, y seleccionan a 30 niños (15 por categoría) basándose en una puntuación que dependerá de la edad, notas escolares, peso, vuelta rápida, vuelta rápida general y puntuación final del jurado.[1]
- Campeonato Castellano-Manchego y Madrileño de Karting: En esta competición la cifra de pilotos asciende a los 91. En cuanto a las categorías encontramos Alevín, Cadete, Junior, Senior, DD2 y KZ2. Una novedad es la introducción de los alerones delanteros CIK-FIA. En la competición, los Alevines y Cadetes dan 15 vueltas al circuito, mientras que los Junior, Senior, DD2 y KZ2 dan que dar 20 vueltas.[2]
- Campeonato Madrileño de Minivelocidad: La Federación Madrileña de Motociclismo junto con la Federación Castellano-Manchega y la Federación Castellano-Leonesa han llegado un acuerdo donde nace el nuevo Campeonato Zona Centro de Minivelocidad 2018, desarrollado con un nuevo formato donde competirán pilotos de las tres comunidades. Las categorías convocadas son las de Minimotos 4,2, Minimotos 6,2, Minimotard 85 c.c., Minimotard 85 c.c., Minimotard Open 200, Minimotard Series 160, MiniGP 110 y MiniGP 140.[3]
- GP de Cuenca: El circuito DR7 fue el escenario elegido para la disputa del primer GP de Cuenca, una competición de Karts organizada por un grupo de Madrid con diferentes pilotos para decidir quién es el más rápido, en una prueba de tres tandas, incluyendo los entrenamientos libres, clasificación y carrera.[4]
- Otros eventos: En el circuito de velocidad también tienen lugar otros eventos tales como la Carrera  ANPA,[5] el evento DEBRA con competiciones de karting,[6] competiciones nocturnas, y otras carreras privadas con reservados de pista para fines de entrenamiento y uso personal.
- Alquiler de pistas: El Circuito Dani Rivas también alquila sus pistas para entrenamientos y campeonatos a clubes, empresas, grupos, etc.

## Servicios

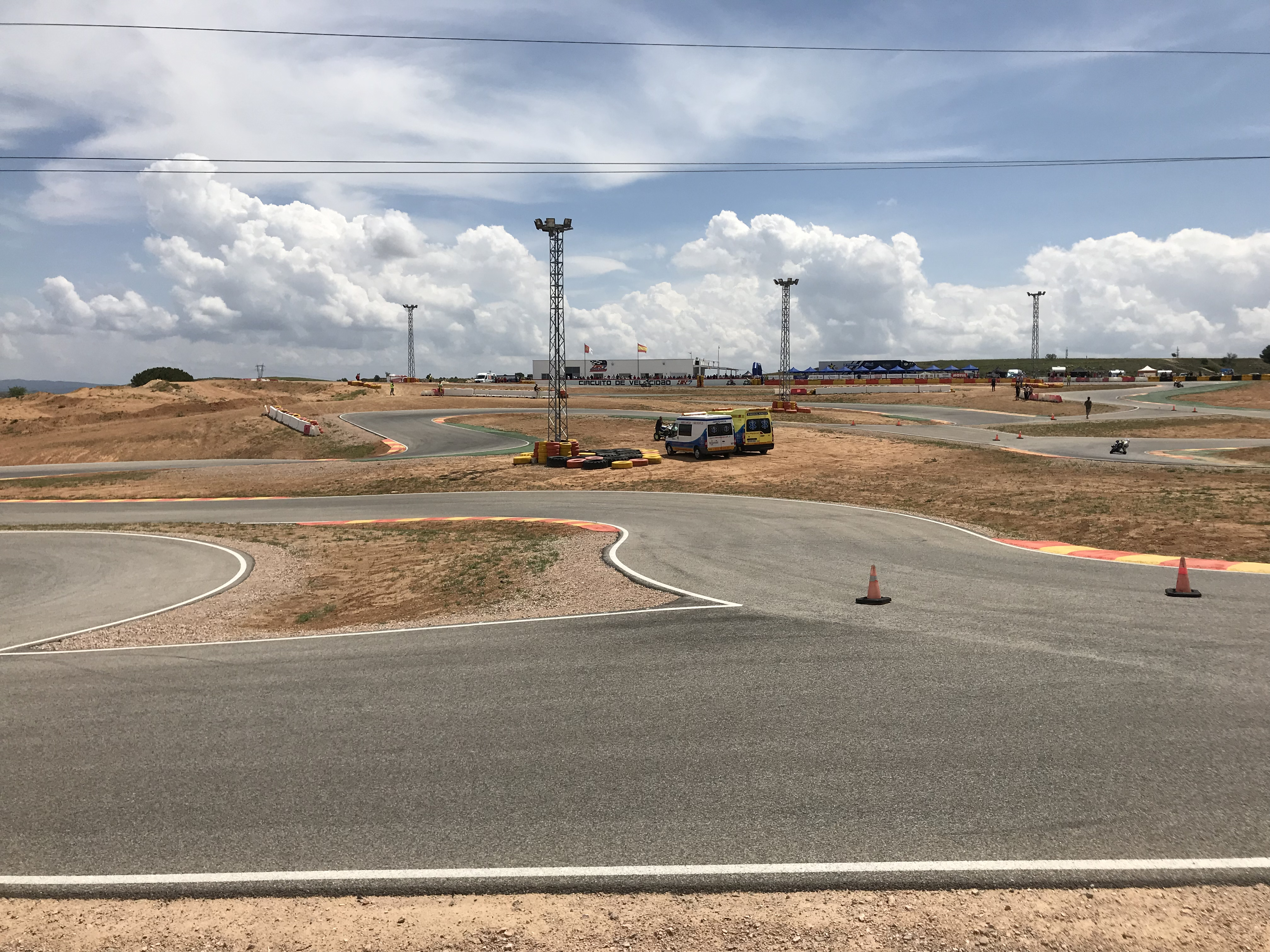
Vista parcial del Circuito DR7. Posee una dificultad media.

El Circuito DR7 posee las siguientes características y servicios a disposición de los usuarios:
- Posibilidad de pilotar libremente un kart o moto, mediante el pago de tarifas por vueltas o tiempo. Con servicio de alquiler de pista, vehículo y casco.
- Pista principal asfaltada polivalente para la práctica de motociclismo y karting, con una longitud de 1175 metros, 5% de desnivel, y 20 curvas (9 a la izquierda y 11 a la derecha).
- Pistas secundaria en forma de óvalo para la práctica de dirt-track, con 250 metros de longitud, y pista exclusiva de motocross.
- Cafetería con aseos y terraza en el exterior con vistas a la pista principal.
- Aparcamiento para vehículos y aparcamiento para caravanas con suministro eléctrico.
- Duchas y área de descanso para pilotos.
- El circuito Dani Rivas también posee iluminación nocturna, semáforos de salida, cronometraje, sala de briefing, y Zona 4x4 / Offroad.

## Curiosidades
- El circuito DR7 ha sido obra de una familia "cansada de recorrer España entre competiciones y entrenamientos todos los fines de semana desde hace varios años" por lo que decidió construir su propio recinto para llevar a cabo esta actividad. Cuyo trazado fue diseñado por la propia familia.[7]
- Es el único circuito que posee, además de la pista principal, una pista secundaria para la práctica de motocross, y otra adicional para Dirt-Track.
- El circuito ha sido utilizado por la Policía Nacional para realizar un curso destinado a la mejora del pilotaje de los agentes.[8]